# Baukulturbericht
Der alle zwei Jahre erscheinende Baukulturbericht ist das wichtigste Medium der Bundesstiftung Baukultur und als offizieller Statusbericht zum Planen und Bauen in Deutschland zugleich ein politisches Instrument.

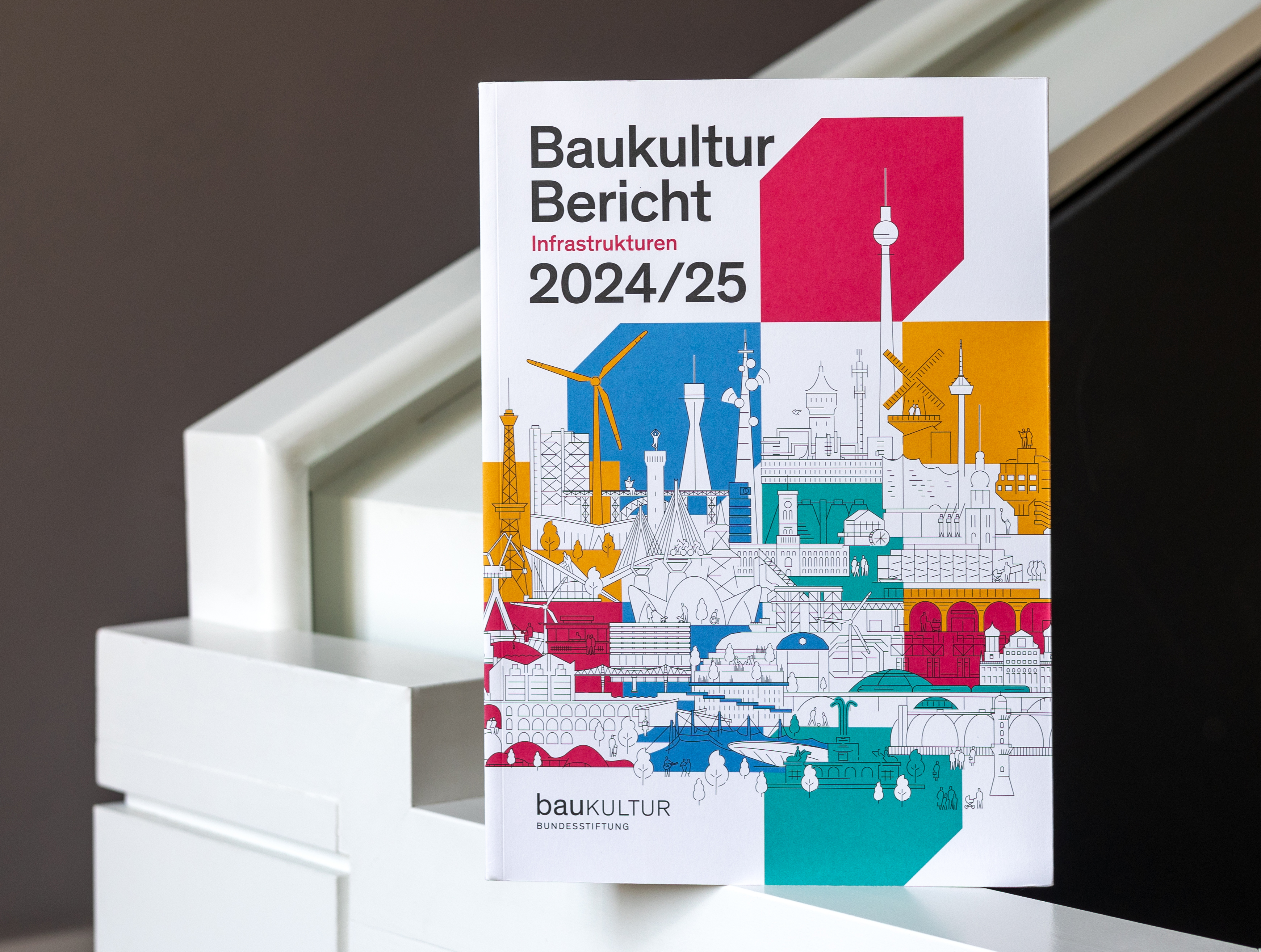
Der Baukulturbericht 2024/25

## Der Baukulturbericht 2024/25

### Inhalt
Mal raumprägend, mal unsichtbar, aber immer elementar für unser Zusammenleben: Infrastrukturen sind die Basis für das reibungslose Funktionieren der Gesellschaft. Ihr Erhalt, Umbau und ihre Weiterentwicklung sind eine der gegenwärtig wichtigsten Herausforderungen. Interdisziplinäres Planen und integriertes Bauen bieten große Chancen, Infrastrukturen als Basis unserer Daseinsvorsorge und zur Sicherung des Wirtschaftsstandorts Deutschland zu qualifizieren. Mit dem Baukulturbericht 2024/25 „Infrastrukturen“ greift die Bundesstiftung die Frage auf, wie die notwendige Transformation zu resilienten, klimagerechten, sozial integrierenden und gut gestalteten Bauwerken und Räumen der Infrastruktur gelingt.
Infrastrukturen – Die Fokusthemen
Das Thema „Infrastruktur“ hat viele Seiten. Der Baukulturbericht nimmt generelle, bauwerksbezogene und prozessuale Aspekte in den Blick: Die Fokusthemen „Lebensgrundlage Infrastruktur“, „Infrastrukturen der Mobilität“ und „Prozesse und Strukturen“ stellen Handlungsfelder, Lösungsansätze und gute Beispiele vor. Zum einen gilt es, dezentrale, sektorenübergreifende, integrierte und nicht störanfällige Infrastrukturen zu schaffen. Zum anderen ist es wichtig, der Gesellschaft die daseinsbezogene Dimension der Infrastruktur und das Interesse an einer Baukultur des öffentlichen bewusst zu machen. Dazu gehört auch, die Prozesse und Strukturen in Ausbildung und Praxis der beteiligten Disziplinen zu prüfen und politische, gesetzliche, juristische und wirtschaftliche Rahmenbedingungen der Planungs- und Bauverfahren anzupassen.

## Der Baukulturbericht 2022/23

### Inhalt
Angesichts gesellschaftlicher Herausforderungen wie Klimawandel, Ressourcenknappheit und Energiekrise muss der Kreislauf von fortwährendem Abriss und Neubau unterbrochen werden. Die Zukunft des Bauens liegt in einer neuen Umbaukultur und Deutschland steht vor vielfältigen Umbauaufgaben: Das Spektrum des Baukulturberichts 2022/23 „Neue Umbaukultur“ reicht vom anhaltenden Umbau unserer Städte und Landschaften über Fragestellungen zum Umgang mit dem Baubestand bis hin zur notwendigen zukunftsgerechten Anpassung von Prozessen, Bau- und Denkweisen. Der Baukulturbericht gliedert sich in eine Darstellung der aktuellen Lage der Baukultur, eine Beschreibung der Ausgangslage für eine neue Umbaukultur und deren Anwendung in den drei Fokusthemen „Umbau von Stadt und Land“, „Gebäude und Infrastrukturen“ und „Umbauen – Umdenken“. Dabei zählt nicht nur die erfolgreiche Auseinandersetzung mit technischen, wirtschaftlichen und ökologischen Herausforderungen. Es braucht vielmehr eine neue Kultur des Umbauens. Sie führt zu einer Aufwertung des Bestands, zu Veränderungen im Neubau und letztlich zu einer höheren Gestaltqualität.
Eine Wertschätzung für die baukulturellen Leistungen vergangener Epochen sowie das Bewusstsein für den identitätsstiftenden Charakter von bestehenden Bauwerken und gewachsenen Lebensräumen sprechen für den Erhalt des Bestands. Mangelnde Wertschätzung und Vernachlässigung des Bestands führen zu dessen Abriss und Ersatzneubauten. Auf veränderte Bedürfnisse könnte ebenso gut mit einem Umbau reagiert werden. Neubauorientierte Strukturen in Planung und Bau stellen allerdings oft ein Hindernis dar und lassen Abriss und Neubau ökonomisch vielversprechender erscheinen. Eine neue Umbaukultur passt Bauten und Strukturen an veränderte funktionale und ästhetische Ansprüche an. Zugleich erwächst aus der Auseinandersetzung mit dem Vorhandenen eine neue, zeitgemäße Gestaltungssprache, die im besten Fall bereits künftige Umbauten antizipiert.
Zur Bedarfslage und zur Rückkoppelung mit der Praxis wurden für den Baukulturbericht vier Umfragen durchgeführt: eine Bevölkerungsbefragung, eine Umfrage unter Städten und Gemeinden, eine Umfrage im Handwerk und eine Umfrage unter den planenden Berufen. Zudem nimmt die Bundesstiftung ihren Kommunikationsauftrag wahr, indem sie das gute Beispiel als Inspiration und Referenz nutzt.

## Der Baukulturbericht 2020/21

### Inhalt
Der Baukulturbericht 2020/21 „Öffentliche Räume“ befasst sich schwerpunktmäßig mit der Bedeutung und den Potentialen dieser Räume. Für uns alle ist die Gestaltqualität öffentlicher Räume in einer Gesellschaft, die sich immer weiter individualisiert, entscheidend dafür, ob wir uns in der gebauten Umwelt wohl fühlen oder nicht.
Räume prägen Menschen. Menschen prägen Räume. Sie sind urdemokratische Orte und setzen den Rahmen für gesellschaftliche Teilhabe, Kommunikation und Begegnung. Daher liegt in der Planung, der Gestaltung, der Pflege und Weiterentwicklung von Plätzen, Grünflächen und anderen frei zugänglichen Orten eine besondere Verantwortung. Herausforderungen wie der klimatische und der demografische Wandel und neue Mobilitätsformen werden auch die öffentlichen Räume verändern.
Die Fokusthemen des Baukulturberichts „Städtebau und Freiraum“, „Gestaltung von Infrastrukturen“ und „Demokratie und Prozesskultur“ beschreiben wirksame Handlungsebenen für lebendige und vielfältige öffentliche Räume. Im Ergebnis steht fest: Es braucht eine starke Lobby für öffentliche Räume!
Immer häufiger aber kommt es zu Interessenskonflikten. Gründe dafür sind gegensätzliche Ansprüche, fragmentierte Zuständigkeiten und zunehmend private Anforderungen an öffentliche Flächen. Erschwerend kommt eine ungleiche Entwicklung hinzu, die bundesweit zu beobachten ist: Einerseits füllen sich die Städte weiter. Sie werden dichter, Flächen werden knapp und teuer. Andernorts dagegen führt Wegzug zu Leerstand und Verfall. Am Zustand öffentlicher Räume wird sichtbar, welchen Stellenwert die Gesellschaft einem Ort entgegenbringt. Baukultur kann dem wachsenden Bedürfnis der Menschen nach frei zugänglichen, konsumfreien und gut gestalteten Räumen entgegenkommen. Als ausgleichender Faktor unterstützt sie eine ausgewogene Flächenverteilung, sichert bauliche Qualität und fördert demokratische und fachübergreifende Prozesse.

## Der Baukulturbericht 2018/19

### Inhalt
Der Baukulturbericht 2018/19 „Erbe – Bestand – Zukunft“ fokussiert schwerpunktmäßig die Bedeutung und die Potentiale unseres Gebäudebestandes, mit dem Ziel neue Perspektiven für das gebaute Erbe zu eröffnen. Bestandsarchitekturen und -infrastrukturen sind nicht nur kulturell bedeutend: Sie verfügen über soziale, ökologische und ökonomische Werte, in denen der Schlüssel für eine zukunftsweisende Baukultur liegt.
Innerhalb der Themenbereiche „Gemischte Quartiere weiterbauen“, „Umbaukultur etablieren“ und „Erfolgreiche Prozesse gestalten“ werden Wege für eine qualitätsvolle und nachhaltige Weiterentwicklung der gebauten Umwelt aufgezeigt.
Die Basis des Berichts erarbeitete das Deutsche Institut für Urbanistik (Difu). Drei Fachstudien ergänzen diese: „Denkmalpflege im föderalen Deutschland“ vom Büro synergon, „Baustoffe und Stoffkreisläufe“ vom Wuppertal Institut für Klima, Umwelt, Energie sowie „Bauen im Bestand, Redevelopment und Denkmalschutz“ von Kapellmann Rechtsanwälte.

## Der Baukulturbericht 2016/17

### Inhalt
Die Bundesstiftung Baukultur arbeitete seit 2015 am zweiten Baukulturbericht, der sich unter der Überschrift „Stadt und Land“ auf den mittel- und kleinstädtischen sowie ländlichen Raum konzentriert.
Auch dieser Bericht hat wieder drei Fokusthemen, abgeleitet aus den drei Baukulturwerkstätten 2015: „Vitale Gemeinden“, „Infrastruktur und Landschaft“ sowie „Planungskultur und Prozessqualität“. Erneut wurden eine Kommunalbefragung und eine Bevölkerungsumfrage durchgeführt, um die spezifischen Herausforderungen und Bedürfnisse in Deutschland jenseits der großen Städte erfassen zu können. Dabei ergab sich etwa, dass trotz Tendenzen der Landflucht, das Land der beliebteste Wohnort ist. Ergänzend fand ein Online-Dialog mit Bewohnern von Kleinstädten und Dörfern statt.
Bei der Erstellung des Baukulturberichts 2016/17 wurde die Bundesstiftung durch das Deutsche Institut für Urbanistik (Difu) in Zusammenarbeit mit der „Forschungsgruppe Stadt & Dorf“ unterstützt und zudem von Fachverbänden und einem Begleitkreis beraten, der sich aus Experten unterschiedlicher Disziplinen zusammensetzte.

## Der Baukulturbericht 2014/15

### Inhalt
Der Baukulturbericht 2014/15 „Gebaute Lebensräume der Zukunft: Fokus Stadt“ gibt Erkenntnisse und Positionen der Bundesstiftung Baukultur, von Experten und der Öffentlichkeit zu den Themen „Wohnen und gemischte Quartiere“, „Öffentlicher Raum und Infrastruktur“ und „Planungs- und Prozessqualität“ im Zusammenhang mit dem Lebensraum Stadt wieder. Kernstück des Baukulturberichts stellen zwei statistische Eigenerhebungen dar: eine Kommunalbefragung durch das Deutsche Institut für Urbanistik (Difu) mit Unterstützung des Deutschen Städtetags und des Deutschen Städte- und Gemeindebunds sowie eine allgemeine Bevölkerungsbefragung zum Wohn- und Lebensumfeld durch das Meinungsforschungsinstitut Forsa. Die Ergebnisse der beiden Befragungen sind ergänzend im Begleitband „Baukulturbarometer“ ausführlich dargestellt. Die gesammelten Erkenntnisse münden in konkrete Handlungsempfehlungen an alle am Planen und Bauen beteiligten Akteure. Der Baukulturbericht 2014/15 liegt auch auf Englisch und Französisch vor.
Die Themen des Baukulturberichts wurden mit dem Magazin „Neue Räume“ durch das Team der Zeitschrift Stadtaspekte neu beleuchtet und mit Reportagen, Interviews, Bildstrecken und Illustrationen veranschaulicht.

### Politischer Prozess
Nachdem der im Sommer 2014 fertiggestellte Baukulturbericht 2014/15 an Bundesministerin Barbara Hendricks übergeben, Ende Oktober 2014 vom Bundeskabinett behandelt und an den Bundestag überwiesen wurde (Drs. 18/3020), wurde er am 16. und 17. November 2014 im Rahmen des Konvents der Baukultur in Potsdam erstmals der Öffentlichkeit und den Medien präsentiert und seine Handlungsempfehlungen konnten diskutiert werden.
Am 5. Februar 2015 debattierte der Bundestag in seiner 85. Sitzung ausführlich die Inhalte des Baukulturberichts 2014/15. Der Ausschuss für Umwelt, Naturschutz, Bauen und Reaktorsicherheit behandelte ihn in der Folge im Rahmen eines öffentlichen Fachgesprächs am 25. März 2015. Der Vorstandsvorsitzende der Bundesstiftung Reiner Nagel präsentierte dabei Inhalte, Schwerpunkte und mögliche politische Konsequenzen des Berichts. Damit konnte die Bundesstiftung ihre Bestandsaufnahme des Planens und Bauens in Deutschland mit den daraus resultierenden Handlungsempfehlungen direkt in die Bundespolitik einbringen. Am 11. Juni 2015 beschloss der Bundestag schließlich fraktionsübergreifend einen Entschließungsantrag (Drs.18/4850) an die Bundesregierung, der unter anderem die Bundesstiftung und die Bundesregierung beauftragt, sich mit der Umsetzung der Handlungsempfehlungen des Baukulturberichts und weitergehenden thematischen Schwerpunkten zu befassen. Am 29. und 30. Oktober 2015 befasste sich auch die Bauministerkonferenz der Länder mit dem Baukulturbericht 2014/15 und bittet den Bund per Beschluss, die Ergebnisse des Berichts in die Ausrichtung der Stadtentwicklungs- und Baupolitik einschließlich der Förderinstrumente einzubeziehen.